# Durham (Nowa Szkocja)

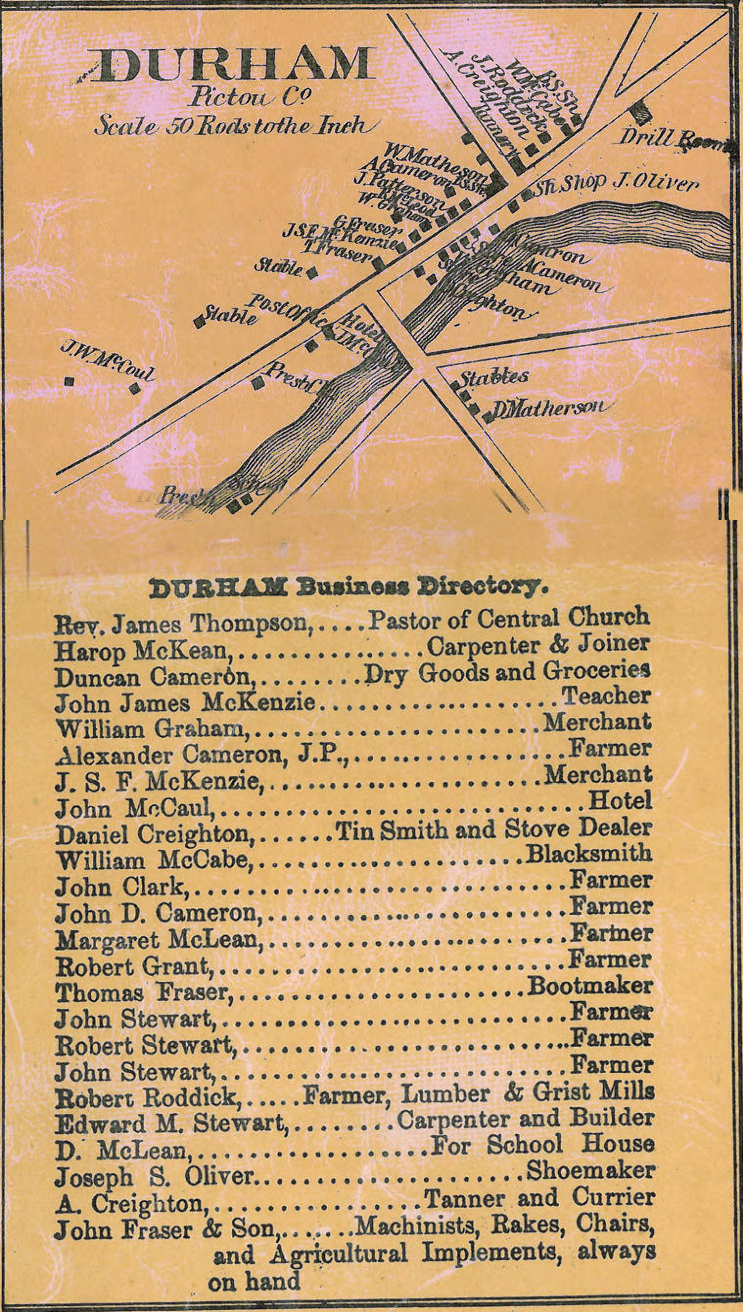
Plan Durham i jego główni mieszkańcy i punkty usługowe w 1864

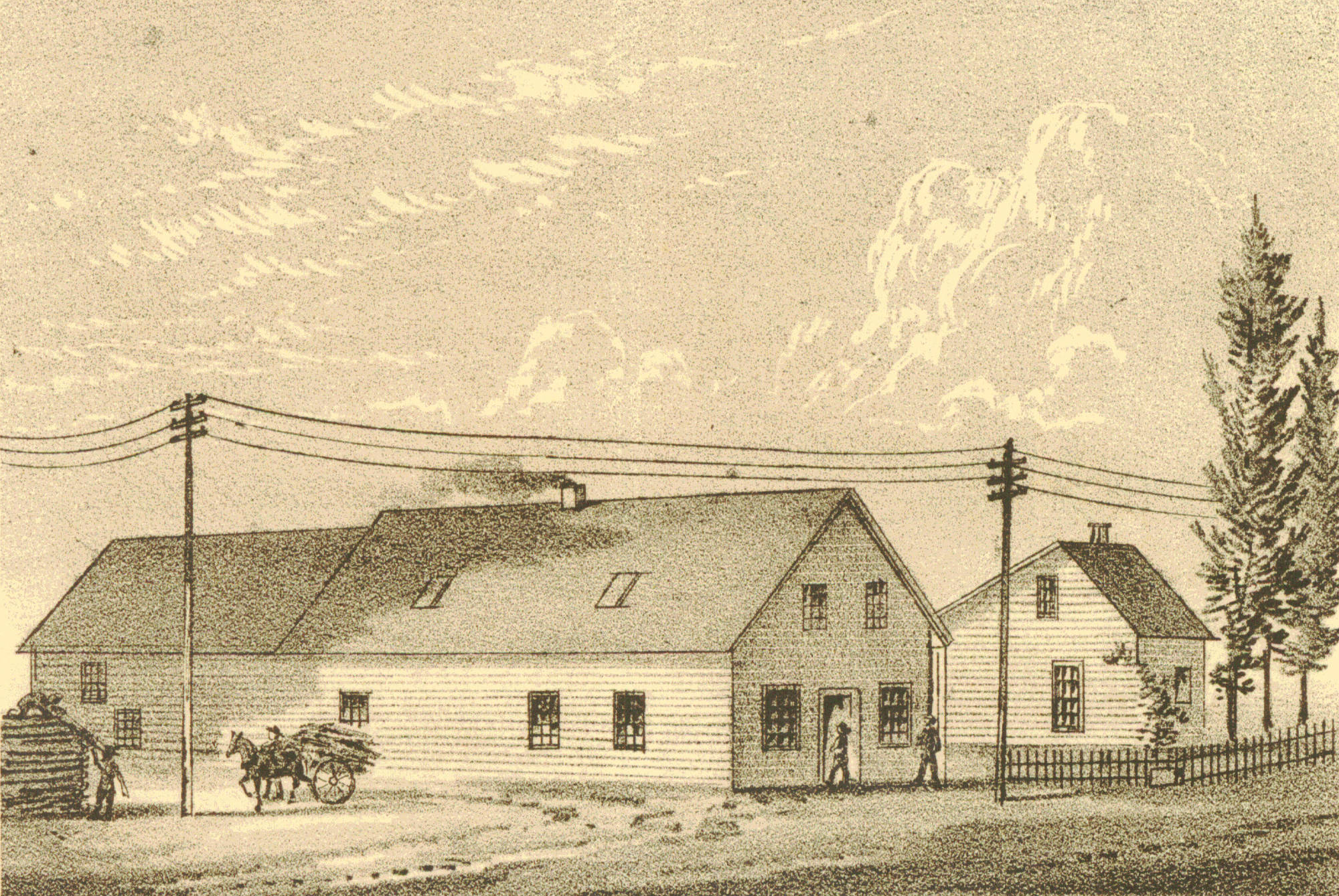
Garbarnia Johna D. McDonalda w Durham (widok z 1879)

Durham (do 1838 West River) – miejscowość (community) położona niedaleko ujścia rzeki West River of Pictou w Kanadzie, w północnej części kanadyjskiej prowincji Nowa Szkocja, założona w 1775. W drugiej ćwierci XIX w. ważny ośrodek handlu drewnem, w latach 1848–1858 mieściło się tutaj prezbiteriańskie seminarium duchowne West River Seminary. W 1956 liczyła 176 mieszkańców.

## Nazewnictwo
Miejscowość pierwotnie nosiła nazwę West River, jednak na wniosek tamtejszego kupca Williama Grahama została ona w 1838 zmieniona na zwołanym w tym celu publicznym lokalnym zebraniu, aby uhonorować przybyłego w tym roku do Kanady (w celu zaprowadzenia spokoju w związku z tamtejszą rebelią) gubernatora brytyjskiej Ameryki Północnej Johna George’a Lambtona, hrabiego Durham; nazwa urzędowo zatwierdzona 8 listopada 1948.

## Położenie
Miejscowość (community – od września 2005) jest położona niedaleko ujścia rzeki West River of Pictou (dawniej West River), w hrabstwie Pictou, około 15 km od stolicy hrabstwa Pictou, na północny zachód od New Glasgow (45°37′08″N, 62°48′37″W), w kanadyjskiej prowincji Nowa Szkocja.

## Historia
Miejscowość (jako jedną z najstarszych na obszarze obecnego hrabstwa) w końcowym biegu West River tworzyło najpierw siedem gospodarstw rolnych założonych w latach 1775–1783 przez szkockich (pochodzących z regionu Galloway) przesiedleńców z Wyspy Księcia Edwarda, którzy osiedli na obu brzegach rzeki (na prawym – Charles Blaikie, na lewym – William Clark, Anthony MacLellan, John McLean, Joseph Richards, William Smith – właściciel młyna i David Stewart). Po zakończenia wojny o niepodległość Stanów Zjednoczonych poświadczone jest istnienie w Durham jednego z dziesięciu w hrabstwie regimentów milicji: trzeciego regimentu pod dowództwem Davida Mathesona. W 1784 w miejscowości powstał na prawym brzegu rzeki cmentarz (nadal użytkowany; z najstarszym, z 1786, Anthony’ego MacLellana – fundatora nekropolii, oznaczonym grobem w granicach współczesnego hrabstwa), rok później w nieodległym Loch Broom zbudowano jeden z najstarszych kościołów w obecnym hrabstwie Pictou (posługę sprawował do 1801 pastor James Drummond MacGregor), w 1812 założono tutaj (w Lower End) szkołę (nauczycielem został Duncan MacDonald), w 1813 zbudowano już w samej miejscowości, na prawym brzegu rzeki, kościół prezbiteriański (stał się świątynią obejmującej dolinę West River parafii, której pastorem był od 1801 Duncan Ross). Z inicjatywy pastora powstały w miejscowości towarzystwa: biblijne (16 kwietnia 1813; drugie w Nowej Szkocji), rolnicze (1 stycznia 1817; pierwsze na terenach wiejskich Nowej Szkocji) i wstrzemięźliwości (październik 1827; jedno z pierwszych w całej brytyjskiej Ameryce Północnej).
Rozwój miejscowości nastąpił począwszy od końca lat 20. XIX w., stała się ośrodkiem handlu drewnem: w 1822 osiedlił się tutaj szewc John Henderson, a w 1830 kowal Alexander MacDonald, osiem lat później założono stację dyliżansu (trasa Truro–Pictou), a w 1847 urząd pocztowy (w dwa lata później będący w piątce najważniejszych w prowincji); w tym czasie w miejscowości były również cztery zajazdy (w tym Temperance Inn zarządzany przez Johna MacCoula i jego żonę; trzy z nich były zarejestrowane), sklep z artykułami metalowymi i kilka sklepów wielobranżowych. W 1848 utworzono w Durham prezbiteriańskie seminarium duchowne – West River Seminary (budynek szkolny oddano do użytku w 1850), na którego czele stanął pastor James Ross, tym samym miejscowość na przeciąg dekady stała się głównym prezbiteriańskim centrum oświatowym i kościelnym Nowej Szkocji (w 1858 seminarium przeniesiono do Truro). Rozwój Durham został zahamowany w połowie lat 50. XIX w., kiedy załamał się handel drewnem W Durham 16 października 1860 odbyła się doroczna wystawa rolnicza pod patronatem Pictou Agricultural Society, w tym samym roku przez miasto przejechał następca tronu brytyjskiego Edward (późniejszy Edward VII). W latach 70. i 80. XIX w. w Durham działała garbarnia prowadzona przez Johna McDonalda.  W 1899 powstała w miejscowości grupa wspierająca organizację regionalną (działającą na poziomie hrabstwa) Ladies’ Auxiliary to the Aberdeen Hospital.
W związku z secesją 22 lipca 1856 części wiernych (z powodu sporów pomiędzy dawnym – Jamesem Rossem i teraźniejszym pastorem – Jamesem Watsonem), wzniesiony został w 1858 na lewym brzegu rzeki, drugi kościół (tzw. Central Church), który spłonął 25 lutego 1871, ale po odbudowie od lutego następnego roku nadal pełnił swoją funkcję. Podział społeczności na dwie parafie utrzymało się za czasów kolejnych dwóch pastorów: Jamesa Thompsona (Central Church) i George’a Roddicka (tzw. stary kościół), aż do 1879, choć dopiero pożar ze 22 stycznia 1883, który strawił kościół położony na prawym brzegu (oraz pobliskie zabudowania budynku szkolnego, odbudowane pół roku później), spowodował rzeczywistą unifikację wspólnoty.
W 1898 w miejscowości funkcjonowały trzy sklepy i hotel, w 1919 pozostał jeden sklep, była też wówczas podłączona do sieci telefonicznej; poświadczona w tych latach najbliższa stacja kolejowa znajdowała się w odległym o około 5 km Sylvester.

## Demografia
W 1876/1877 miejscowość zamieszkiwało 180 osób, w 1883 – 200 osób, w 1892 – 150 osób, w 1898 – 150 osób, w 1919 – 150 osób, a w 1956 – 176 osób.

## Kultura
W miejscowości znajduje się Community Hall, zarządzany przez Durham Community Club; w miejscowości działa też Durham Heritage Society.

## Polityka
W wyniku reformy z 1970 miejscowość należała do okręgu wyborczego (do rady hrabstwa) nr 7 (Durham and Middle River). Współcześnie należy do okręgu wyborczego (do rady hrabstwa) nr 6.

## Religia
W miejscowości znajduje się kościół prezbiteriański należący do wspólnoty West River, w którym pastor prowadzi posługę w ostatnim miesiącu każdego kwartału.